# Seznam bolgarskih tenisačev
Seznam bolgarskih tenisačev.

## A
- Adrian Andreev

## B
- Lubomira Bačeva

## D
- Grigor Dimitrov
- Valentin Dimov
- Nikol Dobrilova
- Aleksander Donski

## E
- Todor Enev
- Dia Evtimova

## G
- Egor Gerasimov
- Martina Gledačeva
- Tihomir Grozdanov

## H
- Dinko Halačev

## K
- Sesil Karatančeva
- Elica Kostova
- Dimitar Kuzmanov

## L
- Aleksandar Lazarov
- Aleksandar Lazov
- Radoslav Lukaev

## M
- Magdalena Malejeva
- Vasko Mladenov

## N
- Aleksandrina Najdenova
- Pavlina Nola

## P
- Biljana Pavlova-Dimitrova
- Cvetana Pironkova

## S
- Julija Stamacova
- Orlin Stanojčev

## Š
- Isabela Šinikova

## T
- Viktorija Tomova
- Petar Trendafilov

## Z
- Dalija Zafirova